# Bratze (Einheit)
Bratze war ein Tiroler Längenmaß. Das Wort ist mit Brazze, Braccio oder Bracce für Ellenmaße verwandt.
- 1 Bratze entspricht etwa 0,55 Metern.